# El Laurelito
El Laurelito är en ort i Mexiko.   Den ligger i kommunen Morelia och delstaten Michoacán de Ocampo, i den södra delen av landet, 210 km väster om huvudstaden Mexico City. El Laurelito ligger 2 249 meter över havet och antalet invånare är 131.
Terrängen runt El Laurelito är kuperad åt nordväst, men åt sydost är den bergig. Runt El Laurelito är det ganska glesbefolkat, med 22 invånare per kvadratkilometer. Närmaste större samhälle är Morelia, 9,9 km nordväst om El Laurelito. I omgivningarna runt El Laurelito växer huvudsakligen savannskog.